# Coleophora pseudorepentis
Coleophora pseudorepentis é uma espécie de mariposa do gênero Coleophora pertencente à família Coleophoridae.